# Képszerkesztő program

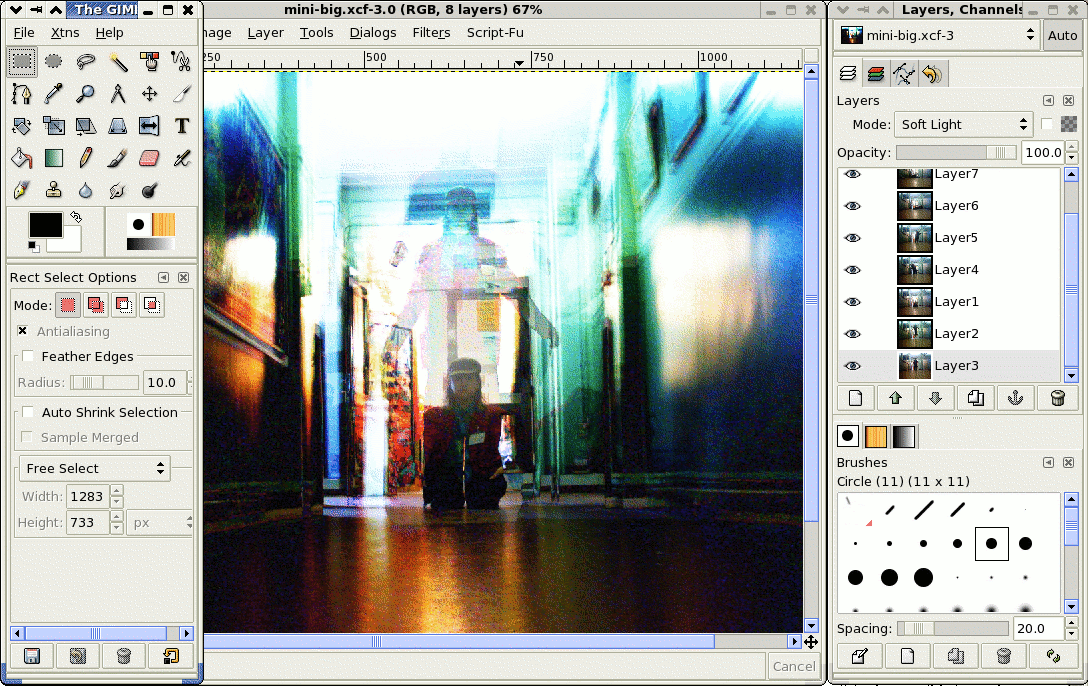
A GIMP rasztergrafikai képszerkesztő program használat közben.

Egy képszerkesztő program egy olyan számítástechnikai szoftver, mely grafikusan megjelenített tartalom készítésére és módosítására alkalmas. A szerkesztett, készített képet bizonyos fájlformátumokba képes exportálni, melyek támogatottsága függ az adott szoftvertől. Általánosan megkülönböztethetőek a rasztergrafikai (pixel alapú) programok és a vektorgrafikai (vektor alapú) programok.